# Norrfäbodtjärnen
Norrfäbodtjärnen är en sjö i Gävle kommun i Gästrikland och ingår i Hamrångeåns huvudavrinningsområde.